# Минко Минев
Минко Минев е български учител, адвокат и политик. Кмет на Стара Загора в периода април 1912 – април 1915 г.

## Биография
Роден е през 1848 г. в Ески Загра. Става член на революционния комитет в родния си град и взима участие в Старозагорското въстание от 1875 година като е един от ръководителите на въстанието. Става член на Народната партия, а след идването на власт на Стефан Стамболов се превръща в политически емигрант в Русия и Османската империя. Умира на 7 януари 1932 г. в Стара Загора.